# مولدي عيساوي
مولدي عيساوي، مواليد 26 يوليو 1946 في تونس، لاعب كرة قدم وسياسي جزائري.

## سيرة شخصية
ولد مولدي عيساوي 26 يوليو 1946 في تونس. لاعب كرة قدم بين عامي 1966 و 1979، بمركز لاعب وسط.
وبعد ذلك أصبح رئيسا الاتحادية الجزائرية لكرة القدم.
في يناير 1996 أصبح وزيرًا جزائريًا للشباب والرياضة في حكومة أحمد أويحيى. وفي يونيو من نفس العام أعلن أنه حل الاتحاد والدوري الجزائري لكرة القدم، وإيقاف رؤسائها لمدة خمس سنوات من أي نشاط رياضي.
في عام 2012، استقال من منصبه مديراً عاماً للجمعية الرياضية والتجارية (SSPA) لاتحاد الجزائر (الرابطة المحترفة الأولى / الجزائر) لكرة القدم.